# 小宮山淳
小宮山 淳（こみやま あつし、1939年 - ）は日本の医学者（小児科学、血液学）。
長野県出身。長野県上田高等学校を経て、昭和39年（1964年）信州大学医学部卒業、同44年（1969年）同大学院医学研究科小児科学専攻博士課程修了、母校助手。同60年（1985年）医学部助教授、平成2年（1990年）教授、同7年（1995年）信州大学医学部附属病院長、同11年（1999年）医学部長、同15年（2003年）学長。同28年（2016年）瑞宝重光章受章。前・松本秀峰中等教育学校校長（2010年-2015年、2018年-2022年）。現・老人保健施設はびろの里施設長（2023年）。

## 参照
- 「信州大学医学部附属病院の新病院長・小宮山淳さん 診療科の垣根超す工夫も」朝日新聞長野版 1995年9月29日
- 「脳死移植 信州大学医学部附属病院長語る 手術実施 ギリギリの選択」読売新聞 1999年3月6日
- 「伊那谷の地域医療お手伝い　元信大学長の医師・小宮山さん　伊那の老健施設長に就任」信濃毎日新聞 2023年5月11日